# Centro de Proteção da Defesa Total
O Centro de Proteção da Defesa Total (em sueco Totalförsvarets skyddscentrum; com a sigla SkyddC) é uma unidade das Forças Armadas da Suécia, sediada na cidade de Umeå.

Foi fundada em 1953, e reorganizada em 2000.

Está vocacionada para a ”proteção contra ameaças e ações químicas, biológicas, radiológicas e nucleares (CBRN)”.

O seu pessoal é constituído por 200 efetivos, incluindo oficiais profissionais, militares em serviço permanente e funcionários civis.